# 日本とジンバブエの関係
日本とジンバブエの関係（にほんとジンバブエのかんけい、ショナ語: Hukama pakati Japan uye Zimbabwe、英語: Japan-Zimbabwe relations） では、日本とジンバブエの関係について概説する。

## 両国の比較
|                   | ジンバブエ                    | 日本                           | 両国の差                    |
| ----------------- | ----------------------------- | ------------------------------ | --------------------------- |
| 人口              | 1464万5468人（2019年）        | 1億2626万人（2019年）          | 日本はジンバブエの約8.6倍   |
| 国土面積          | 38万6000 km²                  | 37万7972 km²                   | ジンバブエは日本の約1.02倍  |
| 人口密度          | 37 人/km²（2018年）           | 347 人/km²（2018年）           | 日本はジンバブエの約9.4倍   |
| 首都              | ハラレ                        | 東京都                         |                             |
| 最大都市          | ハラレ                        | 東京都区部                     |                             |
| 政体              | 大統領制 共和制               | （民主制）議院内閣制           |                             |
| 公用語            | 英語 ショナ語 北ンデベレ語    | 日本語（事実上）               |                             |
| 通貨              | RTGSドル                      | 日本円                         |                             |
| 国教              | なし                          | なし                           |                             |
| 人間開発指数      | 0.563                         | 0.919                          |                             |
| 民主主義指数      | 3.16                          | 7.99                           |                             |
| GDP（名目）       | 214億4075万米ドル（2019年）   | 5兆819億6954万米ドル（2019年） | 日本はジンバブエの約237倍   |
| 一人当たり名目GDP | 1464.0米ドル（2019年）        | 40246.9米ドル（2019年）        | 日本はジンバブエの約27.5倍  |
| GDP（購買力平価） | 433億7176万米ドル（2019年）   | 5兆5043億3091米ドル（2019年）  | 日本はジンバブエの約126.9倍 |
| 一人当たり実質GDP | 2961.4米ドル（2019年）        | 43593.5米ドル（2019年）        | 日本はジンバブエの約14.7倍  |
| 経済成長率        | -8.1%（2019年）               | 0.7%（2019年）                 |                             |
| 軍事費            | 5億4693万9000米ドル（2019年） | 476億902万米ドル（2019年）     | 日本はジンバブエの約87倍    |
| 地図              |                               |                                |                             |

## 歴史

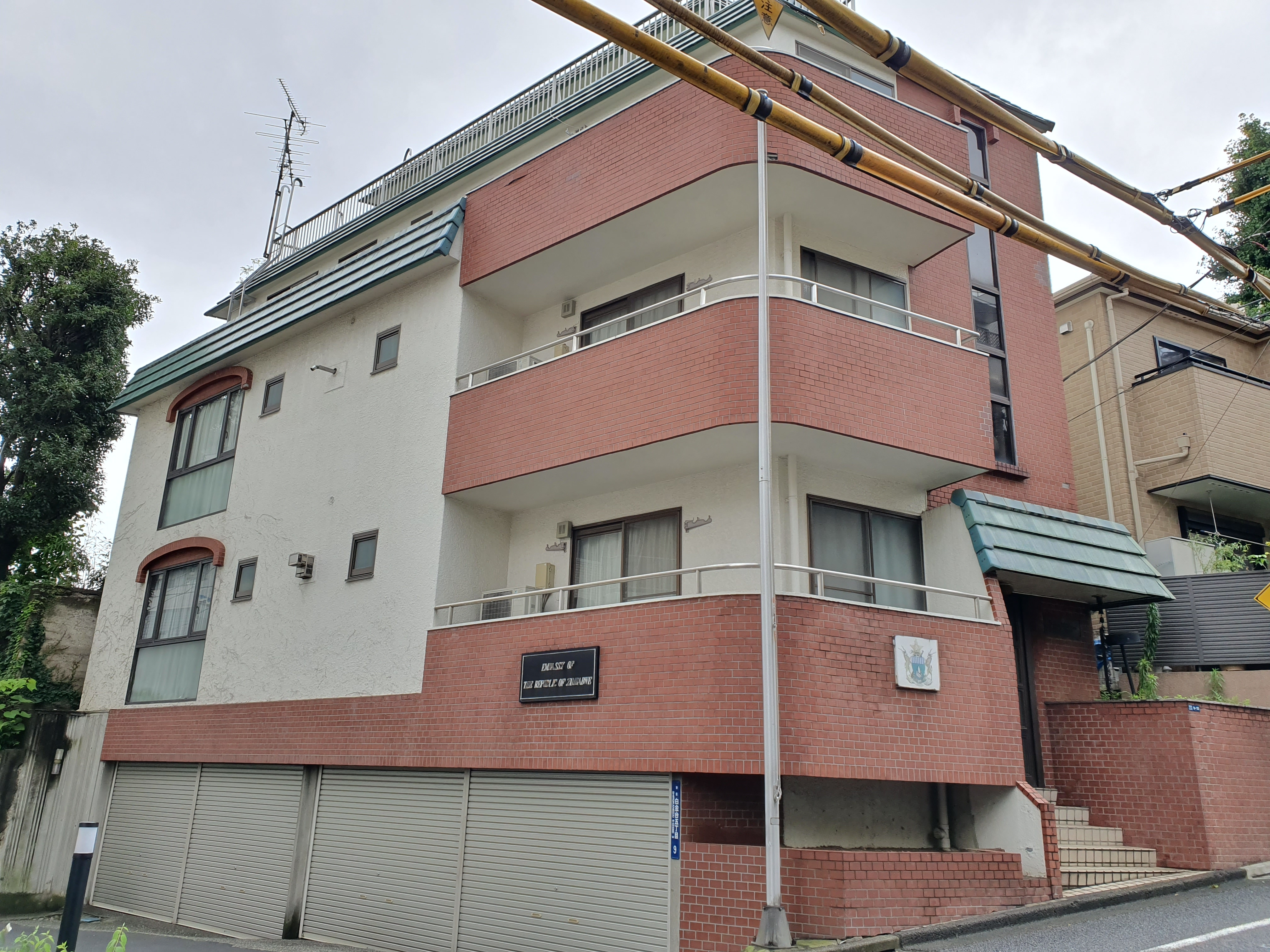
駐日ジンバブエ大使館全景（東京）

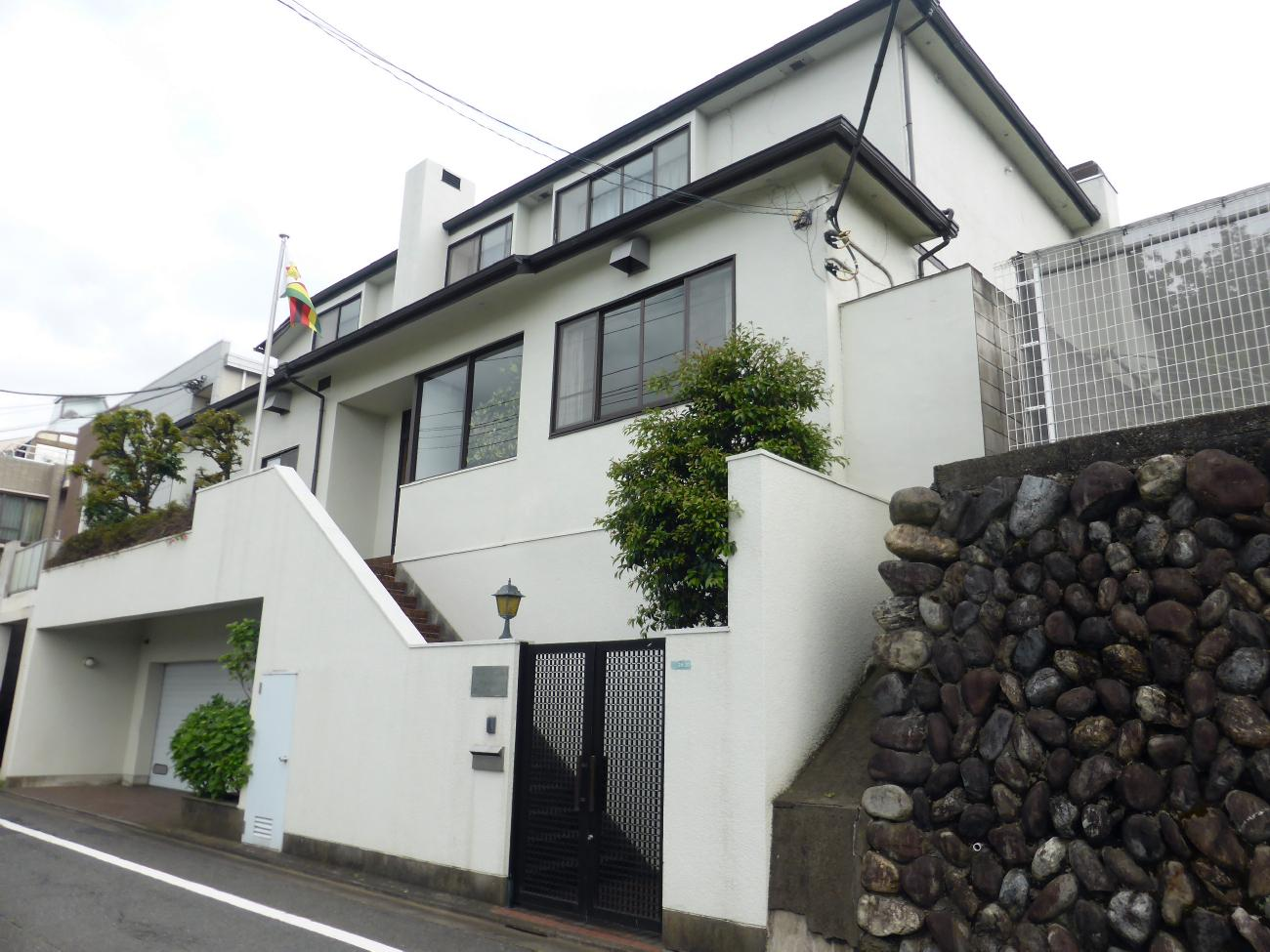
ジンバブエ大使公邸（東京）

1960年、当時まだイギリスの保護領「ローデシア・ニヤサランド連邦」であった時代に、首都ソールズベリー（現在のハラレ）に在ソールズベリー日本国総領事館が開設した。しかし、北ローデシアがザンビアとして、ニヤサランドがマラウイとして独立を果たすと連邦は解体され、残った南ローデシア（現在のジンバブエにあたる地域）はローデシア共和国として一方的に独立を宣言。白人が実権を握り人種差別政策が推し進められていた事から国際社会はこれを認めず、国際連合の南ローデシア制裁決議履行の一環として在ソールズベリー総領事館は1968年に閉館した。
国際社会の圧力により1979年にはイギリスの植民地に復帰し、1980年には改めてジンバブエ共和国として独立。これによりローデシア問題やローデシア紛争は終結し、日本はジンバブエを国家承認。1981年5月2日にはハラレに在ジンバブエ日本国大使館が開設し、一方のジンバブエ側は1982年3月8日に東京に駐日ジンバブエ大使館を開設した。

## 外交
日本からは、近年では2015年9月に外務大臣政務官の中根一幸がジンバブエを訪問し、ロバート・ムガベ大統領に表敬したほか、ジンバブエ外相のシンバラシェ・ムンベンゲグウィと会談を実施した。なお、中根一幸は同年4月にインドネシアのジャカルタでもシンバラシェ・ムンベンゲグウィと会談を実施していた。
一方、ジンバブエの要人としては長年ジンバブエ大統領を務めたロバート・ムガベがその在任期間の長さを反映して、何度か訪日を実施。近年では2013年や2015年、2016年に訪日し安倍晋三と首脳会談を実施しており、特に2016年の会談では経済や安全保障面での協力を促す共同声明の発出が遂げられた。その後、新たにジンバブエ大統領となったエマーソン・ムナンガグワは2019年8月にアフリカ開発会議の為に日本を訪れ、安倍晋三と首脳会談を実施し友好関係を維持した。
そのほか、2008年にはシンバラシェ・ムンベンゲグウィ・ジンバブエ外相が訪日を実施して、当時外務大臣であった高村正彦と外相会談を実施している。

## 経済交流
2017年までに累計1000億円以上の経済支援を実施しており、アメリカ合衆国や旧宗主国のイギリスに次ぐジンバブエの主要援助国の一つである。近年の主要な援助としては、安定した農業のための「ニャコンバ灌漑事業のための灌漑開発計画（17.91億円）」やジンバブエの北部と南部を結ぶ「南北回廊北部区間道路改修計画（22.88億円）」などが挙げられる。2016年には日ジンバブエ首脳会談に関連して、安倍晋三とロバート・ムガベの立ち合いのもとさらなる無償資金協力に関する書簡が交換された。
2018年日本の対ジンバブエ貿易は、輸出32.4億円に対し輸入16.4億円と日本側の黒字となっている。輸出品は主に自動車や化学製品などで、輸入品は主に鉄鋼や鉱物などの資源である。
直接投資としては、豊田通商がジンバブエで事業を展開し、関西ペイントはジンバブエ大手塗装会社アストラ・インダストリーズを買収して南部アフリカのビジネス拠点としている。ジンバブエ第二の都市ブラワヨで開催されたジンバブエ国際貿易見本市2019では日本ブースが設けられ、富士フイルムなどが参加した。
旧通貨であるジンバブエ・ドルは2000年代ハイパーインフレーションによって殆どその価値を失っており、ジンバブエはより信用のある9種の外貨を法定通貨として定め、その中には日本円も含まれていた。なお、実際に流通したのは米ドルと南アフリカ・ランドであり、日本円の流通はごく稀であった。

## 文化交流
両国大使館の広報・文化活動を通じた文化交流が行われている。
ユネスコ世界文化遺産「ムベンデ・ジェルサレマの踊り」に対するユネスコ無形文化遺産保護日本信託基金を通じた保護プロジェクトの支援が2006年から2009年にかけて実施されていた。
スポーツ面でジンバブエのブラワヨ出身であるプロ野球選手シェパード・シバンダが、香川オリーブガイナーズと福井ミラクルエレファンツで活躍した。また、首都ハラレ出身であるプロバスケットボール選手ジュリアン・マブンガがB.LEAGUEの4クラブに所属し7シーズンに渡り活躍した。

## 外交使節

### 駐日ジンバブエ大使
| 代 | 氏名                                         | 在任期間        | 官職名       | 備考                     |
| -- | -------------------------------------------- | --------------- | ------------ | ------------------------ |
| 1  | ニャマヤロ・ハーバート・カテッザ             | 1982年 - 1990年 | 特命全権大使 | 信任状捧呈は4月28日 初代 |
| 2  | テンダイ・ムトンフ                           | 1990年 - 1994年 | 特命全権大使 | 信任状捧呈は6月27日      |
| 3  | ブズワニ・ドナルド・モトビ                   | 1994年 - 1998年 | 特命全権大使 | 信任状捧呈は5月24日      |
| 4  | アンドリュー・ハマ・ムテトワ                 | 1999年 - 2002年 | 特命全権大使 | 信任状捧呈は7月21日      |
|    | ピーター・チャリ                             | 2002年 - 2003年 | 臨時代理大使 |                          |
| 5  | スチュアート・ハロルド・コンバーバッハ       | 2003年 - 2014年 | 特命全権大使 | 信任状捧呈は1月22日      |
|    | ロイド・シトーレ                             | 2014年 - 2015年 | 臨時代理大使 |                          |
| 6  | タイタス・メリスワ・ジョナサン・アブ＝バスツ | 2015年 - 2022年 | 特命全権大使 | 信任状捧呈は10月22日     |
|    | ルテンド・パイダモヨ・マツァンガイセ         | 2022年 - 2023年 | 臨時代理大使 |                          |
| 7  | ステュワート・ニャコチョ                     | 2023年 -        | 特命全権大使 | 信任状捧呈は4月24日      |